# Elephas maximus maximus
L'elefante dello Sri Lanka (Elephas maximus maximus) è la sottospecie nominale, nonché la più grande, delle sottospecie dell'elefante asiatico.
Essendo stata l'isola un tempo parte del subcontinente indiano, è più che probabile che i primi esemplari di questa sottospecie siano arrivati dall'India, attraversando l'istmo che anticamente collegava il continente allo Sri Lanka.
Attualmente, questi animali vivono superprotetti nei parchi nazionali di Sri Lanka, Sumatra e Maldive all'interno dei quali si sta osservando una conservanza della taglia massima degli esemplari, rispetto alle generazioni passate; questo può essere spiegato col fatto che gli esemplari "migliori" (più robusti, più forti) venivano frequentemente abbattuti o catturati per essere domati. Da oltre 2000 anni, infatti, questi animali vengono addomesticati dalle popolazioni locali per ornare i templi buddisti, per partecipare alle cerimonie religiose o, più frequentemente, per essere utilizzati come bestie da soma. Quando ci si è accorti che questo avrebbe cancellato l'elefante dalla terra si è deciso di proibirne la caccia e l'addomesticamento. Ora è sempre più frequentemente rimpiazzato dalle macchine e il fenomeno degli elefanti di Ceylon da soma è del tutto scomparso.

## Caratteristiche
Gli elefanti dello Sri Lanka sono la sottospecie più grande dell'elefante asiatico. Può raggiunge un'altezza al garrese compresa tra 2 e 3,5 m, pesa tra 2.000 e 5.500 kg e ha 19 paia di costole. Il loro colore della pelle è più scuro di quello dell'indicus e del sumatranus con chiazze di depigmentazione più grandi e distinte su orecchie, viso, tronco e ventre. Solo il 7% dei maschi porta le zanne. Le zanne di elefante adulto medio crescono fino a circa 6 piedi (183 cm). Può pesare fino a 35 kg (77 libbre). Le zanne più lunghe di 7 piedi e 6 pollici (231 cm) sono state trovate a Millangoda Raja (1938-30 luglio 2011).
La designazione della sottospecie dello Sri Lanka è debolmente supportata dall'analisi dei loci allozyme, ma non dall'analisi delle sequenze del DNA mitocondriale (mtDNA).
Nel luglio 2013, un elefante nano dello Sri Lanka è stato avvistato nel Parco nazionale di Udawalawe . Era alto più di 1,5 m (5 piedi) ma aveva le gambe più corte del solito ed era il principale aggressore in un incontro con un esemplare più giovane.

## Distribuzione
Gli elefanti dello Sri Lanka sono limitati principalmente alle pianure nella zona arida, dove sono ancora abbastanza diffusi nello Sri Lanka settentrionale, meridionale, orientale, nord-occidentale, centro-settentrionale e sud-orientale. Una piccola popolazione residua esiste nel Peak Wilderness Sanctuary . Sono assenti dalla zona umida del paese. A parte i parchi nazionali di Wilpattu e Ruhuna , tutte le altre aree protette hanno un'estensione inferiore a 1.000 km 2. Molte aree sono inferiori a 50 km 2 (19 miglia quadrate) e quindi non abbastanza grandi da comprendere l'intero areale domestico degli elefanti che le utilizzano. Nella Mahaweli Development Area, aree protette come il Wasgomuwa National Park, Parco nazionale delle pianure alluvionali , Parco nazionale di Somawathiya e Riserva naturale di Trikonamadu sono stati collegati risultando in un'area complessiva di 1.172 km 2 (453 miglia quadrate) di habitat contiguo per gli elefanti. Tuttavia, circa il 65% dell'areale dell'elefante si estende al di fuori delle aree protette.

## Popolazione
È stata stimata la dimensione delle popolazioni di elefanti selvatici nello Sri Lanka:
- 19.500 all'inizio del XIX secolo;[12]
- 10.000 all'inizio del XX secolo;[13]
- da 7.000 a 8.000 intorno al 1920;
- tra 1.745 e 2.455 individui nel 1969;[14]
- tra 2.500 e 3.435 nel 1987;
- 1.967 nel giugno 1993 frammentate in cinque regioni;[15]
- tra 3.150 e 4.400 nel 2000;[16]
- 3.150 nel 2006;
- 2.900-3.000 nel 2007;
- 5.879 nel 2011, sulla base del conteggio degli elefanti nelle pozze d'acqua nella stagione secca.
- 7.500 nel 2019;[17]

## Ecologia
In quanto generalisti, si nutrono di un'ampia varietà di piante alimentari. Nella regione nord-occidentale dello Sri Lanka, il comportamento alimentare degli elefanti è stato osservato durante il periodo dal gennaio 1998 al dicembre 1999. Gli elefanti si sono nutriti di un totale di 116 specie di piante appartenenti a 35 famiglie, comprese 27 specie di piante coltivate. Più della metà delle piante erano specie non arboree, cioè arbustive , erbacee, erbacee o rampicanti . Più del 25% delle specie vegetali apparteneva alla famiglia delle Leguminose e il 19% delle specie vegetali apparteneva alla famiglia delle graminacee vere. La presenza di piante coltivate nello sterco non è dovuta esclusivamente all'incursione dei raccolti poiché è stato osservato che gli elefanti si nutrono di piante di raccolto rimanenti nei chenas incolti . Gli elefanti giovani tendono a nutrirsi prevalentemente di specie erbacee.
Le risorse alimentari sono abbondanti nelle foreste in fase di rigenerazione, ma a bassa densità nelle foreste mature. L'agricoltura tradizionale taglia e brucia crea un habitat ottimale per gli elefanti promuovendo la vegetazione di successione.
Femmine e vitelli generalmente formano piccoli gruppi sociali vagamente associati senza la struttura gerarchica a livelli esibita dagli elefanti della savana africana.  Tuttavia, in alcune località come il Minneriya National Park , centinaia di individui si aggregano durante la stagione secca, suggerendo che il comportamento di raggruppamento è flessibile e dipende dalla stagione e dal luogo.
Come tutti gli elefanti asiatici , la sottospecie dello Sri Lanka comunica utilizzando segnali visivi, acustici e chimici. Sono stati descritti almeno quattordici diversi segnali vocali e acustici, che includono alcuni richiami a bassa frequenza che contengono frequenze infrasoniche.

## Minacce per la sopravvivenza
I pericoli per la sopravvivenza di questo animale provengono dalla caccia di frodo a cui è sottoposto per ricavare avorio dalle zanne, che dalla distruzione dell'habitat per ricavare legname pregiato o per far spazio a insediamenti umani.
Tali insediamenti vengono spesso presi di mira dagli elefanti in cerca di cibo e acqua durante la stagione secca, con conseguenti attriti con la popolazione locale.
Oltre all'uomo, solo il leopardo (nella sottospecie dello Sri Lanka), in Sri Lanka, osa attaccare gli elefantini isolati.